# Dieter-Lebrecht Koch
Dieter-Lebrecht Koch (ur. 7 stycznia 1953 w Weißenfels) – niemiecki polityk i architekt, poseł do Parlamentu Europejskiego IV, V, VI, VII i VIII kadencji.

## Życiorys
Ukończył studia z zakresu architektury w Wyższej Szkole Architektury i Budownictwa w Weimarze (przekształconej później w Bauhaus-Universität). W 1985 uzyskał stopień doktora w zakresie inżynierii. W tym samym roku wstąpił do enerdowskiej CDU. Przez kilkanaście lat był asystentem naukowym, zajmował się także projektowaniem instalacji chemicznych. W 1999 został wiceprzewodniczącym Europejskiej Rady Bezpieczeństwa Ruchu Drogowego.
Po zjednoczeniu Niemiec został członkiem Unii Chrześcijańsko-Demokratycznej. Z jej ramienia od 2004 wybierany na radnego dzielnicy Weimar-Taubach.
W 1990 został posłem do Izby Ludowej NRD, po zjednoczeniu Niemiec wszedł w skład Bundestagu. W 1991 został obserwatorem w PE. W 1994 z listy CDU uzyskał mandat deputowanego do Parlamentu Europejskiego IV kadencji. Skutecznie ubiegał się o reelekcję w kolejnych wyborach w 1999, 2004, 2009 i 2014.